# Cavendishia lebroniae
Cavendishia lebroniae är en ljungväxtart som beskrevs av J.L. Luteyn. Cavendishia lebroniae ingår i släktet Cavendishia och familjen ljungväxter. Inga underarter finns listade i Catalogue of Life.